# SJ Zss 106
Mit der Bezeichnung SJ Zss 106 wurde von der schwedischen Eisenbahngesellschaft Statens Järnvägar (SJ) eine dieselelektrische Lokomotive beschafft. Sie wurde von SJ zumeist im Übergabedienst und auf Bahnhöfen verwendet.

## Geschichte
Die Zss 106 wurde 1940 von Kockums Mekaniska Verkstads Aktiebolag in Malmö mit der Fabriknummer 140 nach einem dänischen Vorbild mit dieselelektrischer Kraftübertragung gebaut. Die Lokomotive hatte einen 8-Zylinder Dieselmotor des Typs Frichs 8185CB. Die Energieübertragung erfolgte nach dem von Johan Åkerman entwickelten ASEA-Åkerman-System.
Fast unmittelbar nach dem Bau brach der Zweite Weltkrieg aus, in dessen Verlauf die Lok wegen Ölknappheit stillgelegt wurde. Die Lok war sehr laut und vibrierte stark.

## SJ Zss (II) 106
Da festgestellt wurde, dass bei der Erstbelegung bereits eine Lokomotive der Baureihe Zss – die völlig unterschiedliche Zss 105 – existierte, wurde sie sehr bald nach der Lieferung in die neue Baureihe Zss (II) einsortiert, während die 105 zur Baureihe SJ Zss (I) wurde.

## SJ Z6 (II)
Im Rahmen der Nummernplanänderung 1942 für Kleinlokomotiven bei SJ wurden die Lokomotive in die Baureihe SJ Z6 (II) 106 eingereiht.
Von 1942 bis 1945 war die Maschine abgestellt und wurde anschließend auf der Strecke zwischen Klippan und Eslöv mit der Beförderung von Güter- und Personenzügen betraut.

## SJ Z69 (II)
Die letzte Umzeichnung fand 1956 statt, als die Lokomotive mit der Baureihenbezeichnung Z69 (II) versehen wurde.

## Verbleib
Nach mehreren Problemen mit dem Dieselmotor wurde sie 1966 abgestellt und im Herbst 1967 in Vislanda verschrottet.